# Xylotrechus formosanus
Xylotrechus formosanus là một loài bọ cánh cứng trong họ Cerambycidae.